# Михеев, Владимир Андреевич
Владимир Андреевич Михеев (род. 5 августа 1942 года) — советский учёный, лауреат Ленинской премии.

## Биография
Окончил Харьковский политехнический институт (1964).
Работал в Физико-техническом институте низких температур (ФТИНТ) АН УССР, с 1970-х гг. зав. лабораторией, затем до 1994 г. зав. отделом квантовых жидкостей и кристаллов.
В 1973 году защитил диссертацию и получил звание кандидата физико-математических наук.
Лауреат Ленинской премии 1986 года (в составе коллектива)— за цикл работ «Туннельный перенос вещества и квантовая кристаллизация» (1972—1984).
Соавтор научного открытия «Явление квантовой диффузии в кристаллах», в результате которого было установлено неизвестное ранее явление квантовой диффузии в кристаллах: при низкой температуре происходит перенос вещества посредством свободного движения делокализованных в кристаллической решетке квазичастиц, приводящий при понижении температуры к резкому возрастанию коэффициента диффузии, достигающего значения, обратно пропорционального концентрации квазичастиц.
С ноября 1994 по июнь 2010 г. работал в Oxford Instruments: конструктор сверхнизкотемпературных систем, инженер-консультант. С августа 2009 по март 2013 инженер-консультант в [[Siemens Healthcare|Siemens Healthcare]].